# Liste von Traubenbrunnen
In dieser Liste sind Traubenbrunnen aufgeführt, also Brunnen im öffentlichen Raum, die Weintrauben zum Thema haben.

## Deutschland
| Bezeichnung                                       | Bild           | Standort | Bundesland        | Künstler                                                        | Errichtung Einweihung        | Weitere Informationen                                                                       |
| ------------------------------------------------- | -------------- | --- | ----------------- | --------------------------------------------------------------- | ---------------------------- | ------------------------------------------------------------------------------------------- |
| Weinbrunnen                                       | weitere Bilder | Bad Bergzabern (Lage) | Rheinland-Pfalz   | Gernot Rumpf                                                    | 1977                         |                                                                                             |
| Hochzeitsbrunnen                                  |                | Bad Dürkheim, Ortsteil Ungstein (Lage)                                                                                            | Rheinland-Pfalz   |                                                                 |                              |                                                                                             |
| Traubenbrunnen (Bad Gottleuba)                    | weitere Bilder | Bad Gottleuba-Berggießhübel, Bad Gottleuba, Bacchusbrunnen auf dem Marktplatz (Landkreis Sächsische Schweiz-Osterzgebirge) (Lage) | Sachsen           | Alexander Höfer                                                 | 1915                         |                                                                                             |
| Traubenbrunnen (Berlin)                           |                | Berlin, Tempelhof-Schöneberg, Mariendorf, Britzer Garten (Lage)                                                                   | Berlin            |                                                                 |                              |                                                                                             |
| Traubenbrunnen (Cochem)                           |                | Cochem | Rheinland-Pfalz   |                                                                 |                              |                                                                                             |
| Geschichts- und Brauchtumsbrunnen                 | weitere Bilder | Deidesheim (Lage) | Rheinland-Pfalz   | Karl Seiter                                                     | 2003                         |                                                                                             |
| Rutschbrunnen                                     | weitere Bilder | Eschbach (Pfalz) (Lage) | Rheinland-Pfalz   | Burghard Knauf                                                  | 1992                         |                                                                                             |
| Dorfbrunnen                                       |                | Flemlingen, Am Hopfengarten, Behördenhaus                                                                                         | Rheinland-Pfalz   | Dirk Boege                                                      | 2007                         |                                                                                             |
| Traubenbrunnen (Fulda)                            |                | Fulda, Am Hopfengarten, Behördenhaus                                                                                              | Hessen            |                                                                 |                              | Schmuckbrunnen (Rückansicht, Detail Weintraubenmänner)                                      |
| Weinbrunnen (Güglingen)                           | weitere Bilder | Güglingen, Deutscher Hof 4 (Lage)                                                                                                 | Baden-Württemberg | Ursula Stock                                                    | 1979                         |                                                                                             |
| Traubenbrunnen (Heilbronn)                        | weitere Bilder | Heilbronn, am Uhlandplatz (bis zur Umgestaltung des Platzes im Frühjahr 2016, seither eingelagert)                                | Baden-Württemberg | Robert Grässle, nach einem Entwurf von Maria Fitzen-Wohnsiedler |                              | ; siehe auch Maria Fitzen-Wohnsiedler#Werke (Auswahl), darin: Skulptur Brunnen-Büble (1952) |
| Ich bin der Weinstock, Ihr seid die Reben         |                | Kaiserslautern (Lage) | Rheinland-Pfalz   | Richard Menges                                                  | 1989                         | Brunnen außer Betrieb                                                                       |
| Weinbrunnen (Koblenz) (auch Traubenträgerbrunnen) | weitere Bilder | Koblenz, Südliche Vorstadt, Weindorf (Lage)                                                                                       | Rheinland-Pfalz   |                                                                 | 1928, Wiederaufstellung 2013 |                                                                                             |
| Brunnenstein                                      |                | Otterberg (Lage) | Rheinland-Pfalz   | Richard Menges                                                  | 1976                         | Relief mit zwei Seiten                                                                      |
| Bacchusbrunnen (Zaberfeld)                        | weitere Bilder | Zaberfeld (Landkreis Heilbronn) (Lage)                                                                                            | Baden-Württemberg | Ursula Stock                                                    | 1993                         |                                                                                             |

## Weitere
| Bezeichnung                       | Bild           | Standort                                        | Staat      | Künstler                  | Errichtung Einweihung | Weitere Informationen                         |
| --------------------------------- | -------------- | ----------------------------------------------- | ---------- | ------------------------- | --------------------- | --------------------------------------------- |
| Traubenbrunnen (Braga)            | weitere Bilder | Braga                                           | Portugal   |                           |                       | Kloster Tibães (Mosteiro de Tibães) in Braga  |
| Traubenbrunnen (Gyöngyös)         | weitere Bilder | Gyöngyös                                        | Ungarn     | István Lukács (Bildhauer) | 2000                  |                                               |
| Traubenbrunnen (Szépasszonyvölgy) |                | Szépasszonyvölgy (Schönfrauental) (Eger) (Lage) | Ungarn     | Mihály Kolodko            | 2013                  |                                               |
| Traubenbrunnen (Voegtlinshoffen)  |                | Voegtlinshoffen (Département Haut-Rhin)         | Frankreich |                           |                       | Fontaine à quatre faces à l’entrée du village |